# Denis Moschitto
Denis Moschitto (Colonia, 22 de junio de 1977) es un actor alemán conocido por sus papeles en películas como Kebab Connection (2004), Chiko (2009) y En la sombra (2017).

## Biografía
Moschitto nació en Colonia, Alemania, de padre italiano y madre turca. En los primeros años de la década de 1990, trabajó en el mundo de la naciente programación de demoscenes y videojuegos e hizo de tracker en Merlin M.

## Carrera
Moschitto hizo su debut como actor en 1999 en la película de Rolf Schübel titulada Ein Lied von Liebe und Tod. En los años siguientes, apareció en películas juveniles como Schule (2000) o Nichts bereuen (2001), donde hacía papeles de italiano o turco.
Moschitto trabajó en la película Kebab Connection (2004) y más adelante en la cinta Chiko (2009), producida por Fatih Akın, que dirigió en 2017 En la sombra, película en la que contó con un papel destacado.

## Vida personal
Moschitto es amigo de los actores Jessica Schwarz y Daniel Brühl. Compartieron un apartamento en Cologne durante un tiempo. Es también un vegetariano desde 2003.
Además su trabajo como un actor, Moschitto es el coautor de los libros de informática Hackerland y Hackertales y músico en bandas como "Scoopex" y "Shining-8".

## Filmografía
- 1999: Ein Lied von Liebe und Tod
- 2000: Schule
- 2001: Nichts bereuen
- 2003: Northern Star
- 2003: Die Klasse von '99 – Schule war gestern, Leben ist jetzt
- 2003: Verschwende deine Jugend
- 2005: Süperseks
- 2005: Kebab Connection
- 2007: Meine böse Freundin
- 2007: Chiko
- 2008: 1½ Knights: In Search of the Ravishing Princess Herzelinde
- 2009: Tatort
- 2011: Woman in Love
- 2011: Almanya – Welcome to Germany
- 2013: Circuito cerrado
- 2014: Coming In
- 2017: Wild Mouse
- 2017: In the Fade
- 2020: Dem Horizont So Nah
- 2022: Rheingold

## Premios
En 2003, Moschitto ganó el Günter-Strack-Fernsehpreis premio como el Young Mejor Actor.
En 2009,  esté nominado para el Premio de Película alemán como Actor Mejor para su rendimiento en Chiko